# Marco (unidad de masa)

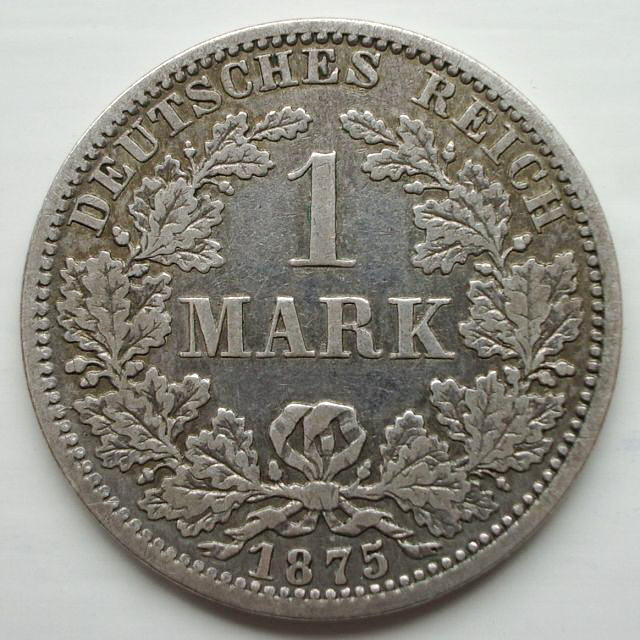
Oro.

El marco era un patrón de peso para el oro y la plata común en Europa Occidental durante la Edad Media, equivalía a 8 onzas o 1/2 libra. Las variaciones eran, sin embargo, considerables.
- Marco de Colonia 	233,856 g
- Marco de Viena 	280,66 g
- Marco Portugués 	229,50 g
- Marco de Tours		223 g
- Marco de Valencia	234 g
- Marco de Castilla 230 g

- Datos: Q1089123